# 解一經
解一經（15世紀—16世紀），號月川，山西太原府交城縣人，明朝政治人物。

## 生平
解一經是弘治十七年（1504年）甲子科山西鄉試舉人，授平原知縣，在當地修繕學校、鑄造祭器，饑荒時拿出祿米賑濟，政聲因而著名，陞武定州知州尤其耿介執法，再陞萊州同知亦有法徵稅，剩下羨餘絲毫無取，獲奬勵四十次，再入朝擔任南京戶部員外郎、郎中，盡心力管理倉庫，不久他外調為廣西知府，定時課學、除暴為良，遇上朝廷出征安南選為左哨，率兵前進，賊人連夜逃走，受到嘉賞。
他任官三十年操守一貫清廉，上疏辭官歸鄉後自甘淡薄，家人請託以求濟困，他回答：「貪不是我的志向，寧願餓死也不做！」隆慶二年（1568年）以恩例進階亞中大夫，臨死前焚香端坐，壽九十六歲，萬曆十三年（1585年）入祀鄉賢祠，著有《啟笑錄》流傳。

## 引用
1. 1 2  光緒《交城縣志·卷八·人物門》：解一經，號月川，理之孫，一貫之兄，弱冠勤學，以《詩經》中宏治甲子鄉試，授平原令，修學校、鑄祭器，遇荒散祿米以賑之，政聲大著，陞武定守尤耿介執法，同知萊州府徵稅有法，餽贐一無所取，奬勵四十次，陞南京戶部員外、郎中，奉敕管理倉庫，曲盡心力，公署有黃鳥巢竹之祥；陞雲南廣西府知府，定格課學、化暴為良，遇征安南選為左哨，率兵前進賊夜遯走，朝廷遣使嘉賞，厯任三十年操持益堅，上疏乞歸，居數椽靜坐談元，淡薄自甘，家人請託以濟困則曰：「貪非素志，寧餓死不為也！」隆慶二年恩例進階亞中大夫，臨歿焚香端坐而卒，壽九十有六，萬厯十三年從祀鄉賢，所著有《啟笑錄》，自撰墓誌並戒詞稱於時。